# Pamas
Pamas (persiska: فاماست, پَمَس, گاماسپ, Gāmāsb, Fāmāst) är en ort i Iran.   Den ligger i provinsen Hamadan, i den nordvästra delen av landet, 300 km sydväst om huvudstaden Teheran. Pamas ligger 1 835 meter över havet och antalet invånare är 1 081.
Terrängen runt Pamas är kuperad åt nordost, men åt sydväst är den bergig.Runt Pamas är det ganska tätbefolkat, med 166 invånare per kvadratkilometer. Närmaste större samhälle är Nahāvand, 18,8 km norr om Pamas. Trakten runt Pamas består i huvudsak av gräsmarker.